# Sandnes Ulf 2016
Questa voce raccoglie le informazioni riguardanti il Sandnes Ulf nelle competizioni ufficiali della stagione 2016.

## Stagione
Il 16 dicembre 2015 è stato ufficializzato il calendario per il campionato 2016, con il Sandnes Ulf che avrebbe cominciato la stagione il 3 aprile 2016, andando a giocare in casa dell'Ullensaker/Kisa. Il 22 gennaio 2016, la squadra ha ufficializzato i numeri di maglia in vista della nuova stagione.
Il 1º aprile è stato sorteggiato il primo turno del Norgesmesterskapet 2016: il Sandnes Ulf avrebbe così fatto visita al Madla. Al secondo turno, la squadra è stata sorteggiata contro l'Egersund. Al turno successivo, il Sandnes Ulf avrebbe ospitato lo Start.
Il Sandnes Ulf ha chiuso la stagione al 4º posto, posizionamento valido per partecipare alle qualificazioni all'Eliteserien: nel primo turno delle stesse, la squadra ha avuto la peggio nella sfida contro il Kongsvinger.

## Maglie e sponsor
Lo sponsor tecnico per la stagione 2016 è stato Hummel, mentre lo sponsor ufficiale è stato Øster Hus. La prima divisa era composta da una maglietta celeste con inserti bianchi, pantaloncini bianchi e calzettoni celesti. Quella da trasferta era totalmente grigia.
| Casa | Trasferta |

## Rosa
| N. |                      | Ruolo | Calciatore             |
| -- | -------------------- | ----- | ---------------------- |
| 1  | Finlandia (bandiera) | P     | Saku-Pekka Sahlgren    |
| 3  | Norvegia (bandiera)  | D     | Viljar Vevatne         |
| 4  | Norvegia (bandiera)  | D     | Axel Kryger            |
| 6  | Norvegia (bandiera)  | D     | Trond Erik Bertelsen   |
| 7  | Norvegia (bandiera)  | C     | Vidar Nisja            |
| 8  | Norvegia (bandiera)  | C     | Aksel Berget Skjølsvik |
| 9  | Norvegia (bandiera)  | C     | Marius Helle           |
| 11 | Svezia (bandiera)    | A     | Pontus Engblom         |
| 12 | Norvegia (bandiera)  | P     | Egil Selvik            |
| 14 | Danimarca (bandiera) | D     | Nicolai Geertsen       |
| 16 | Norvegia (bandiera)  | C     | Niklas Sandberg        |
| 17 | Norvegia (bandiera)  | C     | Eirik Schulze          |
| 18 | Norvegia (bandiera)  | C     | Henrik Breimyr         |

| N. |                      | Ruolo | Calciatore            |
| -- | -------------------- | ----- | --------------------- |
| 19 | Danimarca (bandiera) | D     | Mads Nielsen          |
| 20 | Norvegia (bandiera)  | C     | Andreas Dybevik       |
| 21 | Svezia (bandiera)    | C     | Anel Raskaj           |
| 23 | Islanda (bandiera)   | C     | Steinþór Þorsteinsson |
| 25 | Norvegia (bandiera)  | D     | Vegard Skjørestad     |
| 26 | Norvegia (bandiera)  | D     | Kenneth Sola          |
| 27 | Norvegia (bandiera)  | C     | Vegard Aasen          |
| 29 | Norvegia (bandiera)  | D     | Jørgen Olsen Øveraas  |
| 30 | Norvegia (bandiera)  | A     | Kent Håvard Eriksen   |
| 33 | Norvegia (bandiera)  | P     | Markus Fjelde         |
| 34 | Norvegia (bandiera)  | D     | Kyrre Flesjå          |
| 36 | Serbia (bandiera)    | C     | Bojan Zajić           |
| 38 | Norvegia (bandiera)  | A     | Abdi Huka             |

## Calciomercato

### Sessione invernale(dal 01/01 al 31/03)
| Arrivi | Arrivi                | Arrivi | Arrivi        |
| R.     | Nome                  | da     | Modalità      |
| ------ | --------------------- | ------ | ------------- |
| P      | Saku-Pekka Sahlgren   |        | svincolato    |
| D      | Mads Nielsen          |        | svincolato    |
| D      | Jørgen Olsen Øveraas  |        | svincolato    |
| C      | Vidar Nisja           |        | svincolato    |
| C      | Niklas Sandberg       | Sola   | fine prestito |
| C      | Eirik Schulze         |        | svincolato    |
| C      | Steinþór Þorsteinsson | Viking | prestito      |
| C      | Bojan Zajić           |        | svincolato    |
| A      | Abdi Huka             | Sola   | fine prestito |

| Partenze | Partenze            | Partenze | Partenze   |
| R.       | Nome                | a        | Modalità   |
| -------- | ------------------- | -------- | ---------- |
| D        | Vegard Aanestad     |          | svincolato |
| D        | Derek Décamps       |          | svincolato |
| D        | Krister Landa       | Ålgård   | prestito   |
| C        | Vegard Aasen        | Vidar    | prestito   |
| C        | Tonny Brochmann     |          | svincolato |
| C        | Solomon Owello      |          | svincolato |
| C        | Paul Torres         |          | svincolato |
| A        | Ole Kristian Langås |          | svincolato |

### Sessione estiva(dal 21/07 al 17/08)
| Arrivi | Arrivi         | Arrivi | Arrivi        |
| R.     | Nome           | da     | Modalità      |
| ------ | -------------- | ------ | ------------- |
| D      | Viljar Vevatne | Brann  | definitivo    |
| C      | Vegard Aasen   | Vidar  | fine prestito |
| C      | Henrik Breimyr | Start  | definitivo    |

| Partenze | Partenze          | Partenze   | Partenze   |
| R.       | Nome              | a          | Modalità   |
| -------- | ----------------- | ---------- | ---------- |
| D        | Vegard Skjørestad | Vidar      | prestito   |
| C        | Marius Helle      | Bryne      | definitivo |
| C        | Niklas Sandberg   | Nest-Sotra | prestito   |

## Risultati

### 1. divisjon

#### Girone di andata
| Arbitro: | Smehus Kringstad (Oslo) |

|             |           |             |
| Standal 71’ | Marcatori | 74’ Eriksen |

| Arbitro: | Gjermshus (Oslo) |

|                                                    |           |  |
| Eriksen 2’, 87’ Engblom 14’, 38’ Sundli 90’ (aut.) | Marcatori |  |

| Arbitro: | Haugen (Rælingen) |

|                        |           |                       |
| Sellin 78’ Sødlund 81’ | Marcatori | 67’ Nisja 90’ Engblom |

| Arbitro: | Saggi (Drammen) |

|                              |           |                 |
| Schulze 23’ Engblom 35’, 42’ | Marcatori | 5’ (rig.) Tønne |

| Arbitro: | Hansen (Oslo) |

|                 |           |  |
| Shroot 77’, 85’ | Marcatori |  |

| Arbitro: | Gjermshus (Oslo) |

|  |           |                        |
|  | Marcatori | 7’ Herrem 86’ Stueland |

| Arbitro: | Hauge (Bergen) |

|                 |           |                      |
| Gondra Krug 75’ | Marcatori | 4’ Zajić 61’ Engblom |

| Arbitro: | Larsen |

|  |           |               |
|  | Marcatori | 61’ Brochmann |

| Arbitro: | Moen (Lillestrøm) |

|           |           |                              |
| Güven 32’ | Marcatori | 72’ Þorsteinsson 77’ Engblom |

| Arbitro: | Følstad Skarsem (Trondheim) |

|                                                             |           |                 |
| Nisja 16’ Engblom 28’, 45’ Zajić 57’ Geertsen 61’ Helle 64’ | Marcatori | 50’, 63’ Ekblom |

| Arbitro: | Tennøy (Bergen) |

|                    |           |  |
| Nielsen 57’ (aut.) | Marcatori |  |

| Arbitro: | Hansen (Oslo) |

|                  |           |  |
| Engblom 26’, 68’ | Marcatori |  |

| Arbitro: | Amland (Bergen) |

|                                      |           |             |
| Rasch 9’ Brændsrød 38’ Melgalvis 57’ | Marcatori | 53’ Engblom |

| Arbitro: | Døvle (Larvik) |

|  |           |         |
|  | Marcatori | 3’ Diop |

| Arbitro: | Smehus Kringstad (Oslo) |

|             |           |         |
| Engblom 18’ | Marcatori | 39’ Bye |

#### Girone di ritorno
| Fredrikstad 5 luglio 2016, ore 19:00 16ª giornata | Fredrikstad     | 0 – 0 referto | Sandnes Ulf | Fredrikstad Stadion (3.694 spett.)\| Arbitro: \| Amland (Bergen) \| |
| Arbitro:                                          | Amland (Bergen) |               |             |                                                                     |

| Arbitro: | Hagenes (Marikollen) |

|             |           |  |
| Eriksen 88’ | Marcatori |  |

| Arbitro: | Jonsson Trædal (Oslo) |

|                    |           |  |
| Lind 48’ Myhre 69’ | Marcatori |  |

| Arbitro: | Moen (Oslo) |

|                                                        |           |  |
| Engblom 21’, 64’ Berget Skjølsvik 34’ Eriksen 51’, 57’ | Marcatori |  |

| Arbitro: | Borgersen (Oslo) |

|                         |           |                                      |
| Rønningen 33’ Bamba 45’ | Marcatori | 40’ Eriksen 85’ Engblom 89’ Geertsen |

| Arbitro: | Hauge (Bergen) |

|                    |           |             |
| Engblom 38’ (rig.) | Marcatori | 84’ Khalili |

| Arbitro: | Saggi (Drammen) |

|  |           |                         |
|  | Marcatori | 39’ Eriksen 90’ Engblom |

| Arbitro: | Amland (Bergen) |

|                    |           |                                     |
| Nielsen 43’ (aut.) | Marcatori | 21’, 45’ Eriksen 26’ (rig.) Engblom |

| Arbitro: | Hagenes (Marikollen) |

|             |           |           |
| Eriksen 12’ | Marcatori | 20’ Güven |

| Arbitro: | Jonsson Trædal (Oslo) |

|  |           |                         |
|  | Marcatori | 37’ Schulze 59’ Eriksen |

| Arbitro: | Følstad Skarsem (Trondheim) |

|                             |           |  |
| Breimyr 7’ Engblom 15’, 46’ | Marcatori |  |

| Arbitro: | Smehus Kringstad (Oslo) |

|             |           |  |
| Gauseth 90’ | Marcatori |  |

| Arbitro: | Borgersen (Oslo) |

|                                                |           |  |
| Engblom 25’, 40’ Olsen Øveraas 51’ Eriksen 84’ | Marcatori |  |

| Arbitro: | Moen (Oslo) |

|                 |           |  |
| Hammersland 70’ | Marcatori |  |

| Arbitro: | Moen (Oslo) |

|                                                             |           |  |
| Engblom 6’, 9’, 75’ (rig.) Schulze 64’ Berget Skjølsvik 83’ | Marcatori |  |

#### Qualificazioni all'Eliteserien
| Arbitro: | Saggi (Drammen) |

|  |           |               |
|  | Marcatori | 9’, 90’ Güven |

### Norgesmesterskapet
| Hafrsfjord 14 aprile 2016, ore 18:00 Primo turno          | Madla     | 1 – 2 referto  | Sandnes Ulf | ISS Stadion |
| \| \| \| \| \| Aano 77’ \| Marcatori \| 16’, 38’ Nisja \| |           |                |             |             |
|                                                           |           |                |             |             |
| Aano 77’                                                  | Marcatori | 16’, 38’ Nisja |             |             |

| Egersund 27 aprile 2016, ore 18:00 Secondo turno        | Egersund  | 0 – 2 referto         | Sandnes Ulf | Idrettsparken (738 spett.) |
| \| \| \| \| \| \| Marcatori \| 54’ Eriksen 73’ Helle \| |           |                       |             |                            |
|                                                         |           |                       |             |                            |
|                                                         | Marcatori | 54’ Eriksen 73’ Helle |             |                            |

| Arbitro: | Saggi (Drammen) |

|                             |           |              |
| Eriksen 7’, 16’ Engblom 75’ | Marcatori | 54’ Salvesen |

| Arbitro: | Eskås (Oslo) |

|                        |           |             |
| Storbæk 56’ Fevang 90’ | Marcatori | 70’ Engblom |

## Statistiche

### Statistiche di squadra
| Competizione       | Punti | In casa | In casa | In casa | In casa | In casa | In casa | In trasferta | In trasferta | In trasferta | In trasferta | In trasferta | In trasferta | Totale | Totale | Totale | Totale | Totale | Totale | DR  |
| Competizione       | Punti | G       | V       | N       | P       | Gf      | Gs      | G            | V            | N            | P            | Gf           | Gs           | G      | V      | N      | P      | Gf     | Gs     | DR  |
| ------------------ | ----- | ------- | ------- | ------- | ------- | ------- | ------- | ------------ | ------------ | ------------ | ------------ | ------------ | ------------ | ------ | ------ | ------ | ------ | ------ | ------ | --- |
| 1. divisjon        | 51    | 15      | 9       | 3       | 3       | 37      | 10      | 15           | 6            | 3            | 6            | 18           | 18           | 30     | 15     | 6      | 9      | 55     | 28     | +27 |
| Norgesmesterskapet | -     | 1       | 1       | 0       | 0       | 3       | 1       | 3            | 2            | 0            | 1            | 8            | 4            | 4      | 3      | 0      | 1      | 11     | 5      | +6  |
| Totale             | -     | 16      | 10      | 3       | 3       | 40      | 11      | 18           | 8            | 3            | 7            | 26           | 22           | 34     | 18     | 6      | 10     | 66     | 33     | +33 |

### Andamento in campionato
| Giornata  | 1 | 2 | 3 | 4 | 5 | 6 | 7 | 8 | 9 | 10 | 11 | 12 | 13 | 14 | 15 | 16 | 17 | 18 | 19 | 20 | 21 | 22 | 23 | 24 | 25 | 26 | 27 | 28 | 29 | 30 |
| --------- | - | - | - | - | - | - | - | - | - | -- | -- | -- | -- | -- | -- | -- | -- | -- | -- | -- | -- | -- | -- | -- | -- | -- | -- | -- | -- | -- |
| Luogo     | T | C | T | C | T | C | T | C | T | C  | T  | C  | T  | C  | C  | T  | C  | T  | C  | T  | C  | T  | T  | C  | T  | T  | C  | C  | T  | C  |
| Risultato | N | V | N | V | P | P | V | P | V | V  | P  | V  | P  | P  | N  | N  | V  | P  | V  | V  | N  | V  | V  | N  | V  | V  | P  | V  | P  | V  |
| Posizione | 8 | 3 | 5 | 3 | 5 | 6 | 6 | 8 | 6 | 4  | 5  | 4  | 6  | 6  | 7  | 8  | 5  | 9  | 7  | 5  | 5  | 4  | 4  | 4  | 4  | 4  | 4  | 4  | 5  | 4  |

Fonte:  OBOS-ligaen 2016, su altomfotball.no, Altomfotball.
Legenda:

Luogo: C = Casa; T = Trasferta. Risultato: V = Vittoria; N = Pareggio; P = Sconfitta.

### Statistiche dei giocatori
| Giocatore           | 1. divisjon | 1. divisjon | 1. divisjon | 1. divisjon | Norgesmesterskapet | Norgesmesterskapet | Norgesmesterskapet | Norgesmesterskapet | Coppe europee | Coppe europee | Coppe europee | Coppe europee | Qual. all'Eliteserien | Qual. all'Eliteserien | Qual. all'Eliteserien | Qual. all'Eliteserien | Totale   | Totale | Totale      | Totale     |
| Giocatore           | Presenze    | Reti        | Ammonizioni | Espulsioni  | Presenze           | Reti               | Ammonizioni        | Espulsioni         | Presenze      | Reti          | Ammonizioni   | Espulsioni    | Presenze              | Reti                  | Ammonizioni           | Espulsioni            | Presenze | Reti   | Ammonizioni | Espulsioni |
| ------------------- | ----------- | ----------- | ----------- | ----------- | ------------------ | ------------------ | ------------------ | ------------------ | ------------- | ------------- | ------------- | ------------- | --------------------- | --------------------- | --------------------- | --------------------- | -------- | ------ | ----------- | ---------- |
| V. Aasen            | 1           | 0           | 0           | 0           | -                  | -                  | -                  | -                  |               |               |               |               | 0                     | 0                     | 0                     | 0                     | 1        | 0      | 0           | 0          |
| A. Berget Skjølsvik | 28          | 2           | 3           | 0           | 4                  | 0                  | 0                  | 0                  |               |               |               |               | 0                     | 0                     | 0                     | 0                     | 32       | 2      | 3           | 0          |
| T. Bertelsen        | 17          | 0           | 2           | 0           | 4                  | 0                  | 0                  | 0                  |               |               |               |               | 0                     | 0                     | 0                     | 0                     | 21       | 0      | 2           | 0          |
| H. Breimyr          | 3           | 1           | 0           | 0           | -                  | -                  | -                  | -                  |               |               |               |               | 0                     | 0                     | 0                     | 0                     | 3        | 1      | 0           | 0          |
| A. Dybevik          | 1           | 0           | 0           | 0           | 1                  | 0                  | 0                  | 0                  |               |               |               |               | 0                     | 0                     | 0                     | 0                     | 2        | 0      | 0           | 0          |
| P. Engblom          | 30          | 26          | 1           | 0           | 3                  | 2                  | 1                  | 0                  |               |               |               |               | 1                     | 0                     | 0                     | 0                     | 34       | 28     | 2           | 0          |
| K. Eriksen          | 25          | 13          | 3           | 1           | 4                  | 3                  | 0                  | 0                  |               |               |               |               | 1                     | 0                     | 0                     | 0                     | 30       | 16     | 3           | 1          |
| M. Fjelde           | 0           | -0          | 0           | 0           | 0                  | -0                 | 0                  | 0                  |               |               |               |               | 0                     | -0                    | 0                     | 0                     | 0        | 0      | 0           | 0          |
| K. Flesjå           | 0           | 0           | 0           | 0           | 0                  | 0                  | 0                  | 0                  |               |               |               |               | 0                     | 0                     | 0                     | 0                     | 0        | 0      | 0           | 0          |
| N. Geertsen         | 28          | 2           | 4           | 1           | 4                  | 0                  | 0                  | 0                  |               |               |               |               | 1                     | 0                     | 0                     | 0                     | 33       | 2      | 4           | 1          |
| M. Helle            | 14          | 1           | 1           | 0           | 3                  | 1                  | 2                  | 0                  |               |               |               |               | -                     | -                     | -                     | -                     | 17       | 2      | 3           | 0          |
| A. Huka             | 0           | 0           | 0           | 0           | 0                  | 0                  | 0                  | 0                  |               |               |               |               |                       |                       |                       |                       | 0        | 0      | 0           | 0          |
| A. Kryger           | 3           | 0           | 0           | 0           | 1                  | 0                  | 0                  | 0                  |               |               |               |               | 0                     | 0                     | 0                     | 0                     | 4        | 0      | 0           | 0          |
| M. Nielsen          | 28          | 0           | 2           | 0           | 3                  | 0                  | 1                  | 0                  |               |               |               |               | 1                     | 0                     | 0                     | 0                     | 32       | 0      | 3           | 0          |
| V. Nisja            | 24          | 2           | 2           | 0           | 2                  | 2                  | 0                  | 0                  |               |               |               |               | 1                     | 0                     | 0                     | 0                     | 27       | 4      | 2           | 0          |
| J. Olsen Øveraas    | 30          | 1           | 2           | 0           | 4                  | 0                  | 0                  | 0                  |               |               |               |               | 1                     | 0                     | 0                     | 0                     | 35       | 1      | 2           | 0          |
| A. Raskaj           | 25          | 0           | 4           | 0           | 3                  | 0                  | 2                  | 0                  |               |               |               |               | 1                     | 0                     | 1                     | 0                     | 29       | 0      | 7           | 0          |
| S. Sahlgren         | 30          | -28         | 2           | 0           | 4                  | -4                 | 0                  | 0                  |               |               |               |               | 1                     | -2                    | 0                     | 0                     | 35       | -34    | 2           | 0          |
| N. Sandberg         | 10          | 0           | 0           | 0           | 3                  | 0                  | 0                  | 0                  |               |               |               |               | -                     | -                     | -                     | -                     | 13       | 0      | 0           | 0          |
| E. Schulze          | 28          | 3           | 5           | 0           | 2                  | 0                  | 2                  | 0                  |               |               |               |               | 1                     | 0                     | 0                     | 0                     | 31       | 3      | 7           | 0          |
| E. Selvik           | 0           | -0          | 0           | 0           | 0                  | -0                 | 0                  | 0                  |               |               |               |               |                       |                       |                       |                       | 0        | 0      | 0           | 0          |
| V. Skjørestad       | 1           | 0           | 0           | 0           | 1                  | 0                  | 0                  | 0                  |               |               |               |               |                       |                       |                       |                       | 2        | 0      | 0           | 0          |
| K. Sola             | 18          | 0           | 1           | 0           | 2                  | 0                  | 0                  | 0                  |               |               |               |               | 1                     | 0                     | 0                     | 0                     | 21       | 0      | 1           | 0          |
| J. Stangeland       | 4           | 0           | 0           | 0           | 1                  | 0                  | 0                  | 0                  |               |               |               |               | 0                     | 0                     | 0                     | 0                     | 5        | 0      | 0           | 0          |
| S. Þorsteinsson     | 23          | 1           | 3           | 1           | 2                  | 0                  | 0                  | 0                  |               |               |               |               | 1                     | 0                     | 1                     | 0                     | 26       | 1      | 4           | 1          |
| V. Vevatne          | 13          | 0           | 2           | 0           | -                  | -                  | -                  | -                  |               |               |               |               | 1                     | 0                     | 0                     | 0                     | 14       | 0      | 2           | 0          |
| B. Zajić            | 28          | 2           | 2           | 0           | 3                  | 0                  | 0                  | 0                  |               |               |               |               | 1                     | 0                     | 0                     | 0                     | 32       | 2      | 2           | 0          |